# Verbotene Mitteilungen über Gerichtsverhandlungen
Nach dem deutschen Strafrecht sind Mitteilungen über Gerichtsverhandlungen nach § 353d StGB in bestimmten Fällen verboten und als Vergehen strafbar. Der Paragraf befindet sich zwar im Abschnitt Straftaten im Amt, gilt aber nach einhelliger Auffassung für jedermann. Die Strafe ist Freiheitsstrafe bis zu einem Jahr oder Geldstrafe.

## Strafbare Handlungen

### Mitteilungen über nichtöffentliche Gerichtsverhandlungen
Nach § 353d Nr. 1 StGB ist es verboten, über eine Gerichtsverhandlung, bei der die Öffentlichkeit ausgeschlossen war, oder über den Inhalt eines dieses Verfahren betreffenden amtlichen Dokuments eine öffentliche Mitteilung zu machen.

### Mitteilungen entgegen gesetzlicher Schweigepflicht
Nach § 353d Nr. 2 StGB ist es verboten, entgegen einer vom Gericht auf Grund eines Gesetzes auferlegten Schweigepflicht Tatsachen unbefugt zu offenbaren, die dem Täter bei einer nichtöffentlichen Gerichtsverhandlung oder durch ein dieses Verfahren betreffendes amtliches Dokument zur Kenntnis gelangt sind.

### Veröffentlichungen von Dokumenten aus Strafverfahren
Nach § 353d Nr. 3 StGB ist es verboten, die Anklageschrift oder andere amtliche Dokumente eines Strafverfahrens, Bußgeldverfahrens oder Disziplinarverfahrens ganz oder in wesentlichen Teilen im Wortlaut öffentlich mitzuteilen, bevor diese Dokumente in öffentlicher Verhandlung erörtert worden sind oder das Verfahren abgeschlossen ist.

## Rechtsprechung des Bundesverfassungsgerichts

### Urteil vom 3. Dezember 1985 (1 BvL 15/84)
Das Bundesverfassungsgericht hatte nach Veröffentlichungen des Magazins Stern über den Flick-Prozess die Frage zu beurteilen, ob § 353d Nr. 3 StGB gegen die Pressefreiheit verstößt. Es hielt die Norm für vereinbar mit dem Grundgesetz, soweit die Veröffentlichung ohne oder gegen den Willen des von der Berichterstattung Betroffenen erfolgt ist. Der Stern hatte unter anderem Auszüge aus den Protokollen über die Vernehmung eines Beschuldigten und zweier Zeugen im Wortlaut veröffentlicht, daneben wörtliche Zitate aus Schutzschriften der Verteidiger zweier anderer Beschuldigter. Dies führte zur strafrechtlichen Verfolgung der verantwortlichen Journalisten.

### Beschluss vom 27. Juni 2014 (2 BvR 429/12)
Nun hatte die dritte Kammer des zweiten Senats des Bundesverfassungsgericht darüber zu entscheiden, ob sich auch der Angeklagte selbst strafbar machen kann, wenn er als von der Berichterstattung Betroffener Schriftstücke aus seinem eigenen Strafverfahren veröffentlicht und sich auf die Meinungsfreiheit und das Allgemeine Persönlichkeitsrecht beruft. Es hielt die Norm auch in diesem Fall für vereinbar mit dem Grundgesetz und anwendbar. Schutzgut der Norm sei nicht nur der Schutz des Angeklagten vor öffentlicher Vorverurteilung, sondern auch die Funktionsfähigkeit der Strafrechtspflege. Dem Verfahren lag der Fall eines mutmaßlichen Kunstfälschers zugrunde, der sich gegen Zeitungsartikel zur Wehr setzen wollte, in denen aus seiner Sicht falsch über die von der Staatsanwaltschaft erhobenen Vorwürfe berichtet wurde. Hierzu stellte er unter anderem Teile seiner eigenen Anklageschrift ins Internet und wurde deshalb zu einer Geldstrafe verurteilt.